# Peintres du signe
Les Peintres du signe sont des artistes algériens nés dans les années 1930 qui, au début des années 1960, s'inspirent dans leur démarche abstraite des rythmes de l'écriture arabe. L'expression est créée à leur propos par le poète Jean Sénac en 1970. Elle a par la suite été employée de façon plus générale pour des peintres algériens, mais aussi maghrébins ou moyen-orientaux, appartenant aux générations suivantes.

## Historique

### «Les peintres de la Nahda »
Jean Sénac anime durant quelques mois en 1964 à Alger la « Galerie 54 » .  Il y organise en avril une première exposition collective réunissant Aksouh, Baya, Benanteur, Bouzid, Guermaz, Khadda, Maisonseul, Maria Manton, Martinez, Nallard et Zérarti. « Dans cette galerie 54, qui se veut une galerie de recherche et d'essai en contact permanent avec le peuple, nous avons regroupé des artistes de nationalité algérienne ou ayant des attaches charnelles avec notre pays », écrit-il dans sa présentation. « Nous pouvons affirmer, avec Mourad Bourboune, que nos artistes n'exhument pas seulement le visage saccagé de la Mère, mais, dans le plein feu de la Renaissance (La Nahda), façonnent une nouvelle image de l'Homme dont ils scrutent inlassablement le Nouveau Regard », conclut-il . Suivront à la Galerie 54 des expositions personnelles de Zérarti, Martinez, de Maisonseul, Aksouh et Khadda. 
Affinant la dénomination esquissée dans sa présentation, qui lui semble convenir à l'ensemble des tendances diverses de la peinture de l'Algérie renaissante, qui puise surtout dans son art berbère millénaire, Sénac, dans sa préface à Zérarti, le qualifie de « peintre de l'enracinement, de la Nahda (comme ses amis Benanteur, Khadda, Aksouh, Martinez, Guermaz, Baya ou Racim) ». Parmi les « à paraître » « du même auteur » placés en tête de « Citoyens de beauté », recueil publié en 1967,  figurera encore le titre « Peintres de la Nahda, essai » qui reprend la formule, Sénac songeant alors à réunir ses préfaces et articles sur les peintres ou à en refondre les analyses en un seul et même texte.

### « L'École du Noûn »
En 1964, dans sa préface à une exposition de Khadda à Lyon, Jean Sénac souligne combien, en se dégageant de leur grille première, ses peintures, « lourdes de densités agglomérées », se sont ouvertes à « une éclosion de signes ». « Après s'être enrichi, occidé, des leçons les plus subtiles de la peinture contemporaine, il récupère et sublime, avec une graphique arabe, les bruns, les roux, les ocres et les bleus de sa terre, une vision de l'homme en éveil, un univers charnu, irradié d'espace et de racines ». « Le Signe, remontant des siècles, des douars reculés, du chant des meddahs, témoigne de la permanence au Maghreb de ce qu'on pourrait appeler l'École du Noûn ». 
Cette nouvelle dénomination que Sénac emploie également à propos de Benanteur dans son poème Pour conjurer le chant funèbre, écrit entre 1964 et 1966, semble dans son vocabulaire évolutif correspondre de façon plus restreinte aux seules œuvres liées à la recréation du « Signe ». L'une des origines de l'expression est sans doute la parenté qu'il observe entre certains des signes qui transparaissent, plus particulièrement dans leurs dessins, chez les deux peintres et la lettre de l'alphabet arabe dont il reprend le nom.
Dans le Diwân du Noûn qu'il écrit parallèlement et qui sera publié dans Avant Corps, Sénac revient sur la formule. À partir du titre d'une peinture, de nouveau, de Khadda « Les Casbahs ne s'assiègent pas » (conservée au Musée des beaux-arts d'Alger), il évoque ses « beaux dessins où il essaie de « recharner l'arabesque de ses ancêtres » comme l'écrivait Berque des illustrations de La Rose et l'Ortie. Benanteur, lui parti du Signe, semble ne vouloir en préserver que la trace, l'aura (...). Khadda engage le Noûn dans son dépassement lyrique, Benanteur le ramène à son point de minutie. Avec eux l'École du Noûn débouche sur une métaphysique (...) C'est en cela que tous les deux sont grands ».

### « Peintres du Signe»
À l'occasion d'une rétrospective de son œuvre graphique au Musée d'art moderne de la ville de Paris, Sénac publie en mai 1970 un texte sur « Abdallah Benanteur et la peinture algérienne » qui devait être son dernier article d'ensemble sur les peintres algériens. 
« Ce que le peintre maghrébin d'aujourd'hui voit lorsqu'il interroge son espace et, surmontant les pièges de l'intelligence, débusque son instinct, c'est, dans la plupart des cas, une vieille musique originelle improvisant vers un futur menacé. L'ombre s'anime d'écriture. À travers ses poteries, ses tapis, ses bijoux, ses bandeaux de mosquée ou ses fresques millénaires, une civilisation relève les défis cubiste, abstrait, « pop »  ou autres. Dire de Benanteur qu'il est algérien serait oublier que, artiste, il ne peut que ramener à la surface les formes qui fidèlement le peuplent depuis son premier geste, formes qui sont la caractéristique d'une nation, d'une culture et que rien ne peut aliéner. (...) Une musique passe où nous reconnaissons la flûte, le luth, la derbouka, et module dans une infinie variété de modes, une couleur, un signe, qui ne peuvent être que du Maghreb. Car Benanteur, Khadda, Aksouh, Akmoun, entre autres, au détour du nôun qui les hante, sont bien ces peintres du Signe où tout un avenir résume le passé. (...) En la renouvelant, ils perpétuent la tradition la plus enracinée du signe, un alphabet vital qui est « souvenir de demain » ». 
Retouchant en 1971, pour une nouvelle exposition de Zérarti au Centre Culturel Français d'Alger, un texte qu'il avait écrit sur le peintre en 1968, Sénac y inclut un court paragraphe dans lequel il fait à nouveau allusion aux « peintres du Signe », tentant cette fois de mieux caractériser les orientations de l'ensemble des différentes tendances de la peinture en Algérie : « Benanteur, Khadda, Aksouh, Akmoun n'ont cessé de ranimer le Signe, Baya ou Martinez la Magie. Avec Issiakhem, Zérarti exhume et libère le symbole », écrit-il . 
« École du Noûn » et « peintres du Signe » : les deux expressions se trouveront associées, se confondront parfois, et l'on évoquera une « École du Signe ». C'est cependant la seconde formulation de Sénac, la plus exacte, qui rencontrera les plus larges échos.

### « Aouchem »
Denis Martinez et Choukri Mesli animent le groupe Aouchem (Tatouage) qui expose à Alger et Blida en 1967, 1968 et 1971. Rassemblant une dizaine d'artistes, peintres et poètes, il s'oppose aux imageries jugées démagogiques que présente la galerie officielle de l’Union Nationale des Arts plastiques, fondée en 1963 mais dont la plupart des peintres actifs ont été exclus. « Aouchem est né il y a des millénaires, sur les parois d'une grotte du Tassili. Il a poursuivi son existence jusqu'à nos jours, tantôt secrètement, tantôt ouvertement, en fonction des fluctuations de l'Histoire. (...) Nous entendons montrer que, toujours magique, le signe est plus fort que les bombes », déclare leur « Manifeste ». 
En dépit des violences, notamment politique qui a voulu depuis l'indépendance en 1962 une Algérie arabo-musulmane épurée de son essence berbère, les traditions plastiques des signes populaires ont réussi à se maintenir dans les gestes qui modèlent et peignent l’argile, tissent la laine, décorent les murs, gravent le bois ou le métal : c’est sur ces survivances qu’« Aouchem » veut s’appuyer.

### Les nouveaux peintres du Signe
Sous le titre « Peintres du Signe », une exposition est présentée en septembre 1998 à la « Fête de l'Humanité » de La Courneuve puis en province, réunissant quelques-uns des premiers « Peintres du Signe », les animateurs d'« Aouchem » et les artistes de plus jeunes générations. Se trouvent ainsi présentées, selon l'ordre du catalogue, des œuvres de Mesli, Martinez, Baya, Khadda, Koraïchi, Samta Ben Yahia, Silem, Sergoua, Mohand, Yahiaoui et Tibouchi. 
Denis Martinez pense cependant que « le qualificatif « Peintres du Signe » est trop général pour caractériser la diversité de notre peinture ».